# Liste der Gemeindeverbände im Département Hautes-Pyrénées
Das Département Hautes-Pyrénées liegt in der Region Okzitanien in Frankreich. Es untergliedert sich in zehn Gemeindeverbände.
Siehe auch: Liste der Gemeinden im Département Hautes-Pyrénées

## Gemeindeverbände

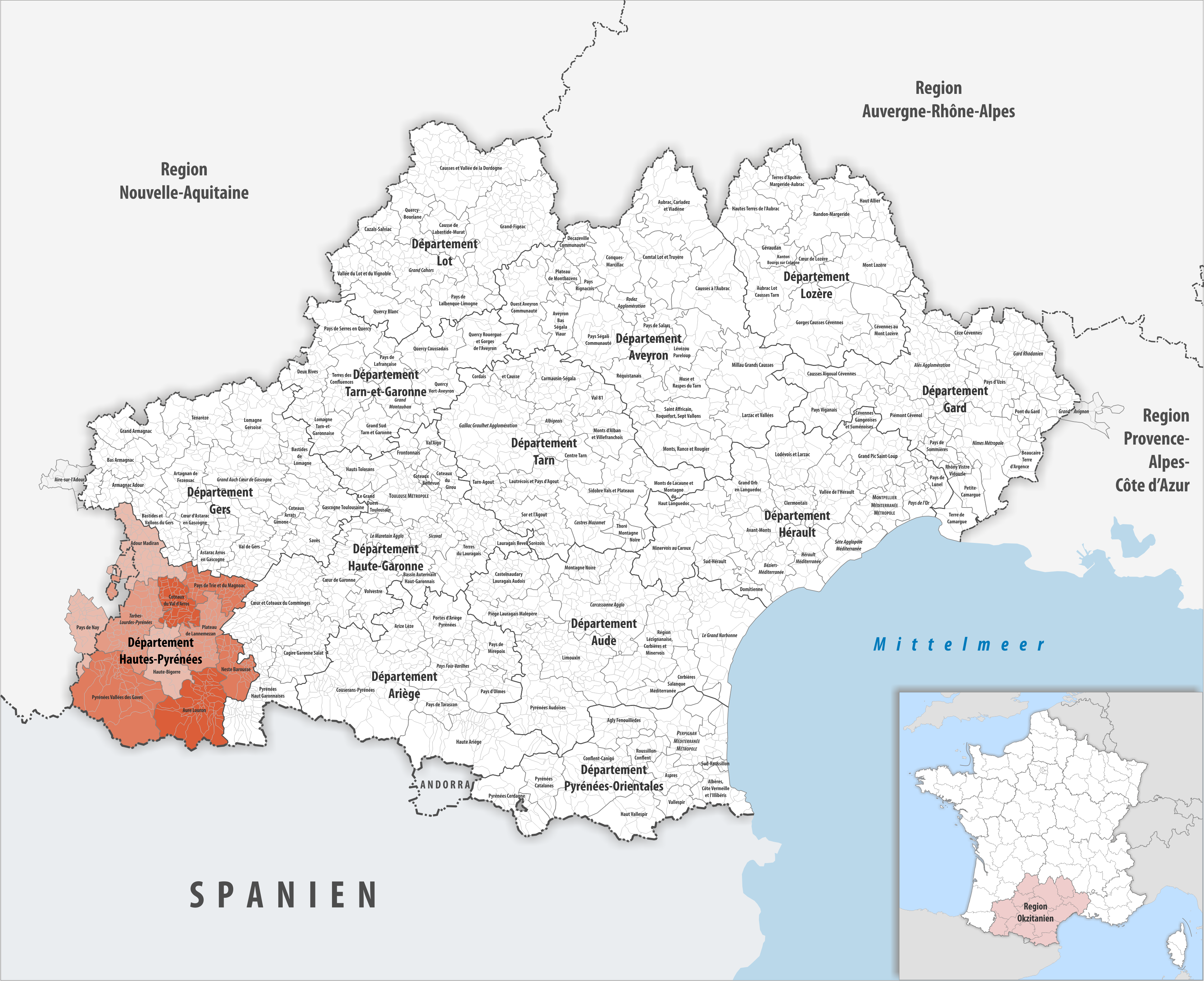
Gemeindeverbände im Département Hautes-Pyrénées

| Gemeindeverband            | Gemeinden im Départ./Verband | Einwohner 1. Januar 2022 | Fläche km² | Dichte Einw./km² | SIREN- Nummer | Rechtsform                 | Gründungsdatum    |
| -------------------------- | ---------------------------- | ------------------------ | ---------- | ---------------- | ------------- | -------------------------- | ----------------- |
| Adour Madiran              | 61/72                        | 23.958                   | 525,04     | 46               | 200 072 106   | Communauté de communes     | 15. Dezember 2016 |
| Aure Louron                | 46/46                        | 6.961                    | 663,70     | 10               | 246 500 573   | Communauté de communes     | 26. Dezember 1995 |
| Coteaux du Val d’Arros     | 53/53                        | 11.143                   | 260,51     | 43               | 200 070 803   | Communauté de communes     | 9. Dezember 2016  |
| Haute-Bigorre              | 25/25                        | 16.510                   | 389,01     | 42               | 246 500 482   | Communauté de communes     | 26. Dezember 1994 |
| Neste Barousse             | 43/43                        | 7.354                    | 304,04     | 24               | 200 070 829   | Communauté de communes     | 9. Dezember 2016  |
| Pays de Nay                | 2/29                         | 28.877                   | 324,47     | 89               | 246 401 756   | Communauté de communes     | 1. Januar 2000    |
| Pays de Trie et du Magnoac | 50/50                        | 6.772                    | 330,20     | 21               | 200 070 795   | Communauté de communes     | 9. Dezember 2016  |
| Plateau de Lannemezan      | 57/57                        | 17.673                   | 429,61     | 41               | 200 070 787   | Communauté de communes     | 9. Dezember 2016  |
| Pyrénées Vallées des Gaves | 46/46                        | 15.144                   | 996,10     | 15               | 200 070 811   | Communauté de communes     | 9. Dezember 2016  |
| Tarbes-Lourdes-Pyrénées    | 86/86                        | 127.612                  | 614,81     | 208              | 200 069 300   | Communauté d’agglomération | 29. November 2016 |